# 木村今朝三 (初代)
木村 今朝三（きむら けさぞう、1903年4月10日 - 1971年7月20日）は大相撲の三役格行司の一人である。三役格としての在位期間は1942年1月から1958年1月。10代錦島。本名は北原 袈裟三。

## 人物
長野県北安曇郡池田町で誕生。満5歳で木村銀治郎に弟子入りし、「木村今朝三」の名で初土俵を踏んだ。軍配裁きには定評があり、1922年（大正11年）1月「木村袈裟三」に改名。1923年（大正12年）1月、満19歳の若さで十両格に昇進。1924年（大正13年）5月に再び「木村今朝三」に戻した。1933年（昭和8年）1月幕内格に昇進、1942年（昭和17年）1月三役格に昇進した。
1956年（昭和31年）5月に9代錦島（元幕内・大蛇山）が死去したことから、木村今朝三が10代目を襲名し錦島部屋を継承。行司と兼務したが、その直後に二枚鑑札が廃止されて年寄専任の道を選んだ。
これがなければ25代庄之助になっていたと思われる。
部屋を継承したものの、その勢力は徐々に衰え、1964年（昭和39年）に部屋を閉じ、時津風部屋に合流し、自身は同部屋付きの年寄となった。同年、日本相撲協会理事に就任、理事を4年務めた後、1968年（昭和43年）4月に定年となり、その3年後の1971年（昭和46年）7月20日に心筋梗塞で死去した。

## 履歴
- 1909年1月　初土俵
- 1923年1月　十両格昇進
- 1933年1月　幕内格昇進
- 1942年1月　三役格昇進
- 1958年1月　場所限り引退

## その他
- 行司を続行した場合年功通りでは、1960年1月20代伊之助を襲名し、1963年1月24代庄之助を襲名したと思われる。